# Abipons
Els abipons (en castellà abipón, abipónes) eren una nació indígena del Gran Chaco de l'Argentina, part del grup lingüístic de llengües Guaycurú. El grup ètnic desaparegué a inicis del segle xix. Un nombre petit de supervivents s'assimilaven a societat argentina. Un petit grup reclama avui dia a Santa Fe ser descendents barrejats dels abipons, segon l'ENOTPO.

## Història
Originalment, els abipons ocupaven la regió Chaco de Paraguai, a l'est del Riu Paranà, essent en els seus inicis un poble estacionalment nòmada de caçadors, recol·lectors, pescadors i pagesos.
El 1641 els abipons ja havien obtingut el cavall dels pobladors espanyols i havia abandonat agricultura per a la ramaderia del bestiar i cavall de muntar; en aquesta època l'ètnia encara restava en el nord del Riu Bermejo. L'ètnia esdevingué temuda per les tribus veïnes i els grangers espanyols; els abipons arribaren a amenaçar ciutats principals.
Els indicis semblen indicar que foren desplaçats cap al sud per la pressió dels espanyols i altres tribus natives, com els tobes. Es concentraven, finalment, al territori argentí comprès entre Santa Fe i Santiago Del Estero, i entre el Rio Bermejo al nord i el Riu De Salado al sud.
A partir de 1710 un major esforç militar espanyol començà a imposar la seva autoritat sobre els abipons. Al voltant de 1750 les missions jesuïtes s'havien establert entre ells (destacant Martin Dobrizhoffer, missioner a Paraguai durant divuit anys), i els abipons s'havien cristianitzat i es tornaren sedentaris. Les colònies tenien problemes incessants amb pobladors espanyols, i eren sovint atacades pels tobas i el moobobis.
Per l'any 1768 més de la meitat dels abipons havia mort per malaltia, restant no més de 5.000 individus.
L'expulsió dels jesuïtes, en aquest mateix any, fou fatal per als abipons. Quan intentaven continuar amb el seu anterior estil de vida es trobaren les seves terres tradicionals ocupades per pobladors i unes altres nacions. Els tobas i moobobis, amb l'ajut de les epidèmies, els destruïren com a nació en menys de mig segle. Els supervivents s'assimilaven a la població argentina general. Es considera que l'últim parlant de la llengua abipon morí al segle xix.

## Costums i aparença
Segons Martin Dobrizhoffer, qui visqué entre ells per un període de set anys, els abipons eren ben formats, amb ulls de vellut i nassos aquilins, i cabells negres gruixuts. Compartien la majoria dels costums dels guaycuru. Puntejaven els seus cabells des del front fins a la corona, com a marca tribal. Les cares, pits i braços de les dones es tatuaven amb figures negres de diversos dissenys, i es foradaven els llavis i orelles dels dos sexes. Els homes eren lluitadors valents, sent les seves armes principals l'arc i llança. Fins i tot les dones abipon eren considerablement agressives i ostentaven un paper destacat en els ritus religiosos de la seva gent. En la batalla l'abipon portava un arnès de tapir per sobre del qual es cosia la pell d'un jaguar.
Els abipons eren bons nedadors i cavallers. Durant els cinc mesos de l'estació d'inundacions, vivien en illes o fins i tot en refugis construïts en els arbres.
Els abipons rarament es casaven abans dels trenta anys, i eren singularment castos. Charles Darwin indicava que "quan un home abipon escull una muller, negocia amb els pares sobre el preu. Però freqüentment passa que la noia rescindeixi el que ha estat acceptat a entre els pares i nuvi, rebutjant obstinadament la mateixa menció de matrimoni. Sovint s'escapa i s'amaga, i així eludeix el nuvi." l'infanticidi era sistemàtic, no essent permesos més de dos fills en una família. Els infants s'alletaven durant dos anys.